# Barie
Barie (okzitanisch: Varía) ist eine französische Gemeinde mit 277 Einwohnern (Stand 1. Januar 2022) im Département Gironde in der Region Nouvelle-Aquitaine; sie gehört zum Arrondissement Langon und zum Kanton Le Réolais et Les Bastides.

## Geographie
Die Gemeinde liegt knapp 50 Kilometer südöstlich von Bordeaux.
Nachbargemeinden sind:
- Gironde-sur-Dropt im Norden,
- Floudes im Osten,
- Bassanne im Südosten,
- Castillon-de-Castets im Süden,
- Castets-en-Dorthe im Südwesten,
- Caudrot im Westen und
- Casseuil im Nordwesten.

Die nördliche Gemeindegrenze wird vom Fluss Garonne gebildet.

## Bevölkerungsentwicklung
| Jahr      | 1968 | 1975 | 1982 | 1990 | 1999 | 2006 | 2017 |
| Einwohner | 289  | 277  | 260  | 234  | 211  | 289  | 296  |

## Sehenswürdigkeiten
- Kirche Sainte-Catherine aus dem 18. Jahrhundert

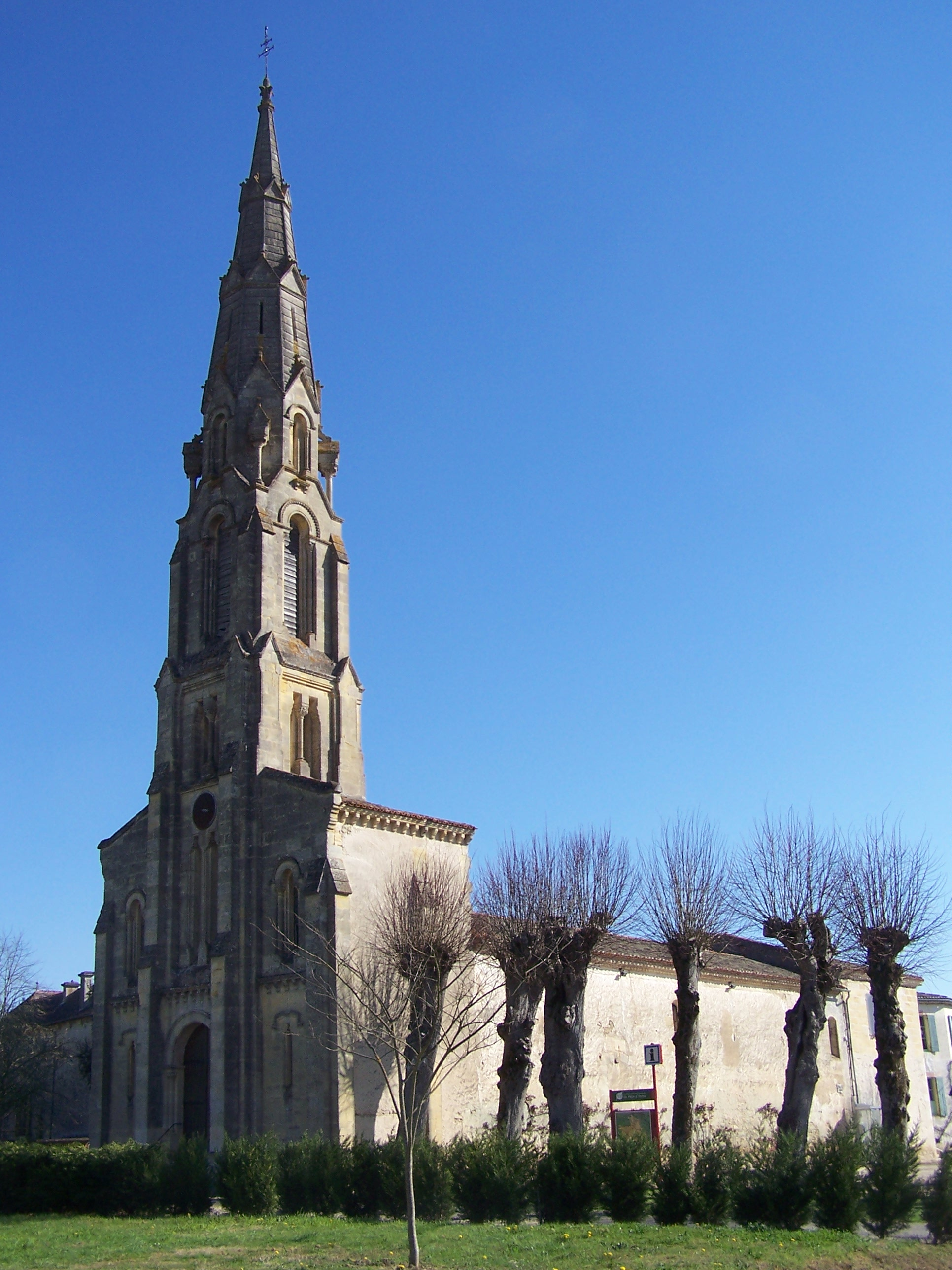
Sainte-Catherine